# قسم غيفان الريفي (مقاطعة بجنورد)
قسم غیفان الريفي (بالفارسية: دهستان گیفان) هي منطقة ريفية تقع في إيران في Garmkhan District. يقدر عدد سكانها بـ 10,439 نسمة .